# Medaglia Burkitt
La Medaglia Burkitt è un riconoscimento accademico annuale della British Academy conferito per il miglior contributo al servizio degli studi biblici. Istituita nel 1923 in onore del teologo Francis Crawford Burkitt, negli anni dispari viene assegnata allo studio del Vecchio Testamento della Bibbia ebraica, mentre negli anni pari viene assegnata allo studio del Nuovo Testamento.

## Vincitori
Il primo premiato fu il teologo Robert Henry Charles. Di seguito, si riporta l'elenco completo dei nominativi premiati:

### 1922-1999
- 1925 arcidiacono R. H. Charles
- 1926 Professor F. C. Burkitt
- 1927 Rev. canonico B. H. Streeter
- 1928 Professor J. H. Ropes
- 1929 Rev. M. J. Lagrange, OP
- 1930 Dr. C. G. Montefiore
- 1931 nessun premio assegnato
- 1932 Professor Alexander Souter
- 1933 nessun premio assegnato
- 1934 Sir Frederic G. Kenyon
- 1935 nessun premio assegnato
- 1936 Professor Kirsopp Lake
- 1937 nessun premio assegnato
- 1938 Rev. Dr. W. O. E. Oesterley
- 1939 Rev. Dr. A. E. Brooke e Dr. Norman Mclean
- 1940 Rev. L. Hugues Vincent, OSD
- 1941 Rev. S. C. E. Legg
- 1942 nessun premio assegnato
- 1943 Professor S. A. Cook
- 1944 Rev. Dr. H. Wheeler Robinson
- 1945 Rev. Professor C. H. Dodd
- 1946 Dr. T. H. Robinson
- 1947 Rev. Dr. W. F. Howard
- 1948 Professor S. H. Hooke
- 1949 Professor Sigmund Mowinckel
- 1950 Rev. Professor T. W. Manson
- 1951 Rev. Professor H. H. Rowley
- 1952 Professor Anton Fridrichsen
- 1953 Sir Godfrey R. Driver
- 1954 Professor P. E. Kahle and Professor Ludwig Koehler
- 1955 Professor Walther Bauer
- 1956 Professor Oscar Cullmann
- 1957 TRev. Roland de Vaux, OP.
- 1958 Professor Joachim Jeremias
- 1959 Charles Virolleaud
- 1960 Rev. Dr. Vincent Taylor
- 1961 Rev. Professor A. R. Johnson
- 1962 Rev. Professor Matthew Black
- 1963 Professor Walther Eichrodt
- 1964 Professor W. D. Davies
- 1965 Professor Otto Eissfeldt
- 1966 Professor C. K. Barrett
- 1967 Professor Martin Noth
- 1968 Rev. P. Benoit
- 1969 Professor D. Winton Thomas
- 1970 Rev. Professor C. F. D. Moule
- 1971 Professor Ernst Kasemann
- 1972 Professor W. Zimmerli
- 1973 Professor W. G. Kummel
- 1974 Professor C. J. Lindblom
- 1975 Professor K. Aland
- 1976 Professor E. H. Riesenfeld
- 1977 Professor D. C. Westermann
- 1978 Professor H. F. D. Sparks
- 1979 Professor F. F. Bruce
- 1980 Professor P. A. H. De Boer
- 1981 Professor G. B. Caird
- 1982 Professor G. W. Anderson
- 1983 don Bonifatius Fischer, OSB
- 1984 Rev. Professor J. A. Fitzmyer, SJ
- 1985 Professor W. Mckane
- 1986 Professor M. Hengel
- 1987 Professor Dr R. Schnackenburg
- 1988 Professor James Barr
- 1989 Professor C. E. B. Cranfield
- 1990 Professor R. M. Wilson
- 1991 Professor J. A. Emerton
- 1992 Dr Ernst Bammel
- 1993 Professor Otto Kaiser
- 1994 Professor Bruce Metzger
- 1995 Professor Dr A. S. Van Der Woude
- 1996 Professor Dr E. Schweizer
- 1997 Professor Norman Whybray
- 1998 Rev. Dr Margaret Thrall
- 1999 Professor Brevard S. Childs
- 2016 Barbara Aland

### Anni duemila
| Anno | Vincitore                  | Settore disciplinare |
| ---- | -------------------------- | -------------------- |
| 2000 | Hans Dieter Betz           | Nuovo Testamento     |
| 2001 | Rudolf Smend               | Bibbia ebraica       |
| 2002 | Gerd Theissen              | Nuovo Testamento     |
| 2003 | Bertil Albrektson          | Bibbia ebraica       |
| 2004 | Morna Hooker               | Nuovo Testamento     |
| 2005 | Pierre-Maurice Bogaert OSB | Bibbia ebraica       |
| 2006 | Graham Stanton             | Nuovo Testamento     |
| 2007 | Alberto Soggin             | Bibbia ebraica       |
| 2008 | Richard Bauckham           | Nuovo Testamento     |
| 2009 | Ernest Nicholson           | Bibbia ebraica       |

### 2010-2020
| Anno | Vincitore                                  | Settore disciplinare | |
| ---- | ------------------------------------------ | -------------------- | --- |
| 2010 | Ulrich Luz                                 | Nuovo Testamento     | |
| 2011 | Andrew Mayes                               | Bibbia ebraica       | |
| 2012 | Christopher Tuckett                        | Nuovo Testamento     | |
| 2013 | R. E. Clements                             | Bibbia ebraica       | |
| 2014 | N. T. Wright                               | Nuovo Testamento     | |
| 2015 | David J. A. Clines                         | Bibbia ebraica       | "in riconoscimento del suo significativo contributo allo studio della Bibbia ebraica e della lessicografia biblica" |
| 2016 | Barbara Aland                              | Nuovo Testamento     | "per il suo significativo contributo alla ricerca testuale neotestamentaria                                         |
| 2017 | Takamitsu Muraoka                          | Bibbia ebraica       | "per il suo eminente contributo allo studio della grammatica e della sintassi ebraica, nonché della Septuaginta"    |
| 2018 | Rev. Professor Christopher Charles Rowland | Nuovo Testamento     | "per il suo contributo ad ampio-spettro agli studi neotestamentari".                                                |
| 2019 | Professor John J. Collins                  | Vecchio Testamento   | |